# Henri Bertrand
Henri Bertrand (* in Charleroi; † ) war ein belgischer Radrennfahrer.
Henri Bertrand war Profi-Rennfahrer von 1897 bis 1905. 1896 gewann er gemeinsam mit Maurice Garin, dem späteren ersten Sieger der Tour de France, das Rennen Liege-Thuin.
1897 und 1898 wurde Bertrand Belgischer Straßenmeister. Bei der Meisterschaft 1897 ging die Strecke in der Nähe von Rochefort über 100 km, gefahren wurde hinter Schrittmachern. 17 Rennfahrer waren am Start. Wegen der schlechten Straßenverhältnisse gab es zahlreiche Ausfälle; ein Fahrer machte einen Umweg von sechs Kilometern. Nur acht Fahrer kamen schließlich ins Ziel. Im Jahr darauf fand die Meisterschaft in Châtelet statt, wiederum über 100 Kilometer mit Schrittmachern. Wie im Vorjahr gewann Bertrand vor dem Rennfahrer Virlée aus Namur.
1905 gewann Bertrand das Championnat Provincial de Namur.